# Wyścigowe Samochodowe Mistrzostwa Polski 1989
Sezon 1989 był trzydziestym trzecim sezonem Wyścigowych Samochodowych Mistrzostw Polski.
Sezon liczył pięć eliminacji, rozgrywanych w Kielcach (dwa razy), Poznaniu (dwa razy) i Toruniu.

## Punktacja
Punkty przyznawano według klucza 25-20-17-15-13-11-9-8-7-6-5-4-3-2-1, przy czym zawodnikom w końcowej klasyfikacji uwzględniano cztery najlepsze wyniki.

## Kategorie
Samochody były podzielone na następujące grupy według regulaminu FIA:
- Grupa A – samochody turystyczne, których produkcja w ciągu 12 miesięcy przekraczała pięć tysięcy egzemplarzy. Dozwolony był duży zakres przeróbek pod kątem poprawy osiągów;
- Grupa B – samochody GT, których produkcja w ciągu 12 miesięcy przekraczała dwieście egzemplarzy. Dozwolony był duży zakres przeróbek pod kątem poprawy osiągów;
- Grupa C – prototypy sportowe z silnikami pochodzącymi z pojazdów homologowanych w grupie A lub B;
- Grupa E – samochody wyścigowe formuły wolnej oraz formuł narodowych (Formuła Easter i Formuła Mondial).

Samochody były dodatkowo podzielone na następujące klasy:
- Klasa A1 – wyłącznie samochody Polski Fiat 126p grupy A;
- Klasa A2 – klasa A1 oraz samochody FSO 1600 i Polonez 1600 grupy A oraz samochody grupy A o poj. do 1300 cm³ wyprodukowane w krajach socjalistycznych;
- Klasa CJ3 – prototypy, poj. do 750 cm³;
- Klasa CJ4 – klasa CJ3 oraz prototypy o dowolnej pojemności silnika;
- Klasa E5 – Formuła Easter;
- Klasa E6 – klasa E5 oraz Formuła Mondial (napędzane silnikami 1,6 pochodzącymi z samochodów produkowanych w krajach socjalistycznych).

## Zwycięzcy
| Data               | Tor    | Klasa     | Zwycięzca (kierowcy)  | Samochód               | Zwycięzca (zespoły)           |
| ------------------ | ------ | --------- | --------------------- | ---------------------- | ----------------------------- |
| 6–7 maja           | Kielce | klasa A1  | Wojciech Cołoszyński  | Polski Fiat 126p       | Autoklub Rzemieślnik Warszawa |
| 6–7 maja           | Kielce | klasa A2  | Henryk Mandera        | Łada MTX 2105          | Automobilklub Wielkopolski    |
| 6–7 maja           | Kielce | klasa CJ3 | Piotr Kolasiński      | Polski Fiat 126p-Honda | Automobilklub Wielkopolski    |
| 6–7 maja           | Kielce | klasa CJ4 | Wojciech Smorawiński  | Honda CRX              | Automobilklub Wielkopolski    |
| 6–7 maja           | Kielce | klasa E5  | Jacek Szmidt          | MTX 1-06               | Automobilklub Toruński        |
| 6–7 maja           | Kielce | klasa E6  | Andrzej Wojciechowski | Promot 86              | Automobilklub Śląski          |
| 20–21 maja         | Poznań | klasa A1  | Adam Tuszyński        | Polski Fiat 126p       | Autoklub Rzemieślnik Warszawa |
| 20–21 maja         | Poznań | klasa A2  | Henryk Mandera        | Łada MTX 2105          | Automobilklub Wielkopolski    |
| 20–21 maja         | Poznań | klasa CJ3 | Piotr Kolasiński      | Polski Fiat 126p-Honda | Automobilklub Wielkopolski    |
| 20–21 maja         | Poznań | klasa CJ4 | Georg Alber           | Toyota Corolla         |                               |
| 20–21 maja         | Poznań | klasa E5  | Mariusz Podkalicki    | Promot 85              | Automobilklub Szczeciński     |
| 20–21 maja         | Poznań | klasa E6  | Hans-Dieter Kessler   |                        |                               |
| 2–3 września       | Toruń  | klasa A1  | Wojciech Cołoszyński  | Polski Fiat 126p       | Autoklub Rzemieślnik Warszawa |
| 2–3 września       | Toruń  | klasa A2  | Grzegorz Baran        |                        | Autoklub Rzemieślnik Warszawa |
| 2–3 września       | Toruń  | klasa CJ3 | Piotr Kolasiński      |                        | Automobilklub Wielkopolski    |
| 2–3 września       | Toruń  | klasa CJ4 | Dariusz Kinderman     |                        | Automobilklub Śląski          |
| 2–3 września       | Toruń  | klasa E5  | Mariusz Podkalicki    | Promot 85              | Automobilklub Szczeciński     |
| 2–3 września       | Toruń  | klasa E6  | Ulli Melkus           | Melkus ML89            |                               |
| 16–17 września     | Kielce | klasa A1  | Wojciech Cołoszyński  | Polski Fiat 126p       | Autoklub Rzemieślnik Warszawa |
| 16–17 września     | Kielce | klasa A2  | Wiktor Rymiejskij     |                        |                               |
| 16–17 września     | Kielce | klasa CJ3 | Zbigniew Szwagierczak |                        | Automobilklub Wielkopolski    |
| 16–17 września     | Kielce | klasa CJ4 | Wojciech Smorawiński  |                        | Automobilklub Wielkopolski    |
| 16–17 września     | Kielce | klasa E5  | Mariusz Podkalicki    | Promot 85              | Automobilklub Szczeciński     |
| 16–17 września     | Kielce | klasa E6  | Andrzej Wojciechowski | Promot 86              | Automobilklub Śląski          |
| 21–22 października | Poznań | klasa A1  | Paweł Kałuża          | Polski Fiat 126p       | Automobilklub Kielecki        |
| 21–22 października | Poznań | klasa A2  | Yndeix Guntars        |                        |                               |
| 21–22 października | Poznań | klasa CJ3 | Thomas Kunadt         |                        |                               |
| 21–22 października | Poznań | klasa CJ4 | Wojciech Smorawiński  |                        | Automobilklub Wielkopolski    |
| 21–22 października | Poznań | klasa E5  | Mariusz Podkalicki    | Promot 85              | Automobilklub Szczeciński     |
| 21–22 października | Poznań | klasa E6  | Ulli Melkus           | ML 89                  |                               |

## Mistrzowie
| Klasa     | Kierowca              | Samochód               | Zespół                        |
| --------- | --------------------- | ---------------------- | ----------------------------- |
| klasa A1  | Wojciech Cołoszyński  | Polski Fiat 126p       | Autoklub Rzemieślnik Warszawa |
| klasa A2  | Henryk Mandera        | Łada MTX 2105          | Automobilklub Wielkopolski    |
| klasa CJ3 | Piotr Kolasiński      | Polski Fiat 126p-Honda | Automobilklub Wielkopolski    |
| klasa CJ4 | Wojciech Smorawiński  | Honda CRX              | Automobilklub Wielkopolski    |
| klasa E5  | Mariusz Podkalicki    | Promot 85              | Automobilklub Szczeciński     |
| klasa E6  | Andrzej Wojciechowski | Promot 86              | Automobilklub Śląski          |